# Бакли, Джефф
Дже́ффри Скотт Ба́кли (англ. Jeffrey Scott Buckley; 17 ноября 1966, Ориндж, Калифорния, США — 29 мая 1997, Мемфис, Теннесси, США), более известный как Джефф Бакли (Jeff Buckley) — американский музыкант, мультиинструменталист. На заре своей карьеры участвовал в нескольких группах в качестве сессионного гитариста, позже исполнял кавер-версии популярных песен на сценах Ист-Виллиджа, района Манхэттена, и привлек внимание звукозаписывающих лейблов. Подписав контракт с Columbia Records, он возглавил музыкальную группу и в 1994 году записал с ней свой единственный прижизненный альбом, Grace.
Согласно рейтингу журнала Rolling Stone, является одним из величайших рок-вокалистов. Наиболее известен благодаря своей кавер-версии песни Леонарда Коэна «Hallelujah».

## Биография
«Музыка бесконечна… И хотя в своей жизни я слышал столько разной музыки, я бесчисленное множество раз влюбляюсь во все мелодии, в самую разную музыку. Есть в музыке нечто… Наверное, это называется свободой».— Джефф Бакли
Наделённый подобно отцу, Тиму Бакли, сильным вокалом, Джефф сформировался как музыкант под влиянием Кросби, Нэша, Вана Моррисона, Led Zeppelin и Rush. Огромное влияние на манеру пения Джеффа оказали американская певица Нина Симон и пакистанский певец Нусрат Фатех Али Хан, которого Бакли называл «своим Элвисом». В пятилетнем возрасте он нашёл акустическую гитару, которую купила его бабушка — в надежде, что кто-нибудь из детей начнёт на ней играть. Первая и единственная встреча с отцом состоялась для Джеффа в 8-летнем возрасте. Отец и сын разговаривали около 15 минут, улыбаясь друг другу. Несколько месяцев спустя Тим Бакли умер от передозировки наркотиков.
Начиная с середины 1980-х, Бакли проживал в Лос-Анджелесе. В 1985 году он поступил в Голливудский музыкальный институт, играя в нескольких группах одновременно, чтобы заработать деньги. В 1990 году Джефф записал своё первое демо, Babylon Dungeon Sessions. В начале 1991 года ему поступило предложение сыграть на трибьют-концерте в честь его отца. Мероприятие прошло 26 апреля 1991 года и получило название «Greetings From Tim Buckley». «Это не был мой трамплин, это было что-то очень личное», — позже говорил Джефф, — «Меня беспокоил тот факт, что я не присутствовал на его похоронах. Я использовал этот концерт, чтобы отплатить дань уважения.»
Джефф начал быстро приобретать популярность на нью-йоркской сцене, играя сначала с Гэри Лукасом в группе Gods and Monsters, а затем выступая сольно и играя каверы на различных площадках в Ист-Виллидже, таких как кафе «Шине́й», и понемногу начал фокусироваться на своих собственных работах.
В октябре 1993 года он подписал контракт со звукозаписывающей компанией Columbia Records. Собрав свою группу, он записал первый сольный студийный альбом Grace, выпущенный в августе 1994 года (продюсером выступил Энди Уоллес). Первое время Grace имел достаточно скромные продажи и получал смешанные отзывы критиков.
В течение последующих двух лет группа совершала турне в поддержку альбома, давая концерты в США, Европе, Японии и Австралии. В 1995 году Бакли выступил на фестивале Гластонбери. Многие его концерты получили распространение в качестве бутлегов. Также после выхода Grace Джефф какое-то время играл на басу в проекте «Mind Science of the Mind» Натана Ларсона (из группы «Shudder to Think»).
В 1996 году Бакли поучаствовал в записи альбома Патти Смит Gone Again и получил «Премию Айвора Новелло». Конец 1996 и начало 1997 года Джефф посвящает усиленной работе над новым альбомом. В апреле-мае Джефф дал несколько выступлений с группой, представляя публике новые песни, а также дал несколько сольных концертов. В Мемфисе, штат Теннесси, Джефф планировал начать финальную стадию записи альбома с привлечением Энди Уоллеса.

### Гибель
29 мая 1997 года группа Джеффа вылетела в Мемфис вслед за ним, намереваясь продолжить работу над вторым альбомом. В тот же вечер музыкант вместе со своим техником, Китом Фоти, отправились в Mud Island River Park поиграть и посмотреть закат. В 9 часов вечера, будучи полностью одетым, Джефф отправился купаться в реку Вулф, напевая песню группы Led Zeppelin «Whole Lotta Love». Бакли уже купался в тех местах несколько раз. Кит Фоти остался на берегу и первым забил тревогу после пропажи Джеффа. На его поиски в тот же день отправилась команда спасателей, но его тело удалось найти и выловить лишь 4 июня 1997 года.

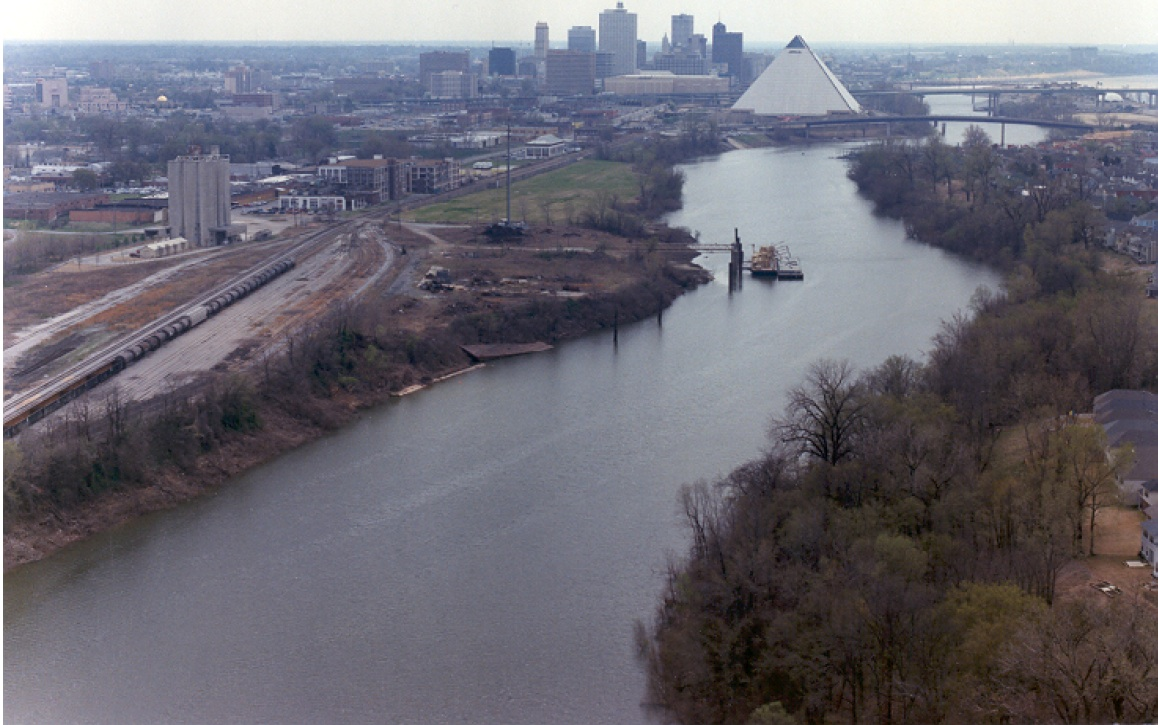
Река Вульф, с городом Мемфис позади

Согласно результатам судмедэкспертизы, Джефф не принимал алкоголь или наркотики перед купанием, и причиной утопления стал несчастный случай.
С момента его смерти вышло большое количество компиляций, включая демозаписи и наброски к незавершённому альбому My Sweetheart the Drunk, а также расширенные издания Grace и Live at Sin-é. Успех в чартах также пришёл к Бакли посмертно; кавер-версия композиции Леонарда Коэна «Hallelujah» возглавила Hot Digital Songs в марте 2008 года и обрела платиновый статус, а также заняла 2-е место в UK Singles Chart в декабре того же года, едва не обойдя победительницу британского музыкального конкурса The X Factor Александру Бёрк с той же песней.

#### Посвящения
Элизабет Фрейзер (Cocteau Twins), с которой Джефф некоторое время состоял в отношениях, записывала песню «Teardrop» для группы Massive Attack в день исчезновения Бакли, думая о нём. Композиции «Memphis» Пи Джей Харви и «Mississippi» Стива Адея содержат отсылки к песне «Morning Theft». Название песни «Gods and Monsters» Ланы Дель Рей — отсылка к одноимённой группе, в которой играл Бакли. «Dragonfly» группы Caligula's Horse является «вокальным посвящением музыке Джеффа Бакли».
Бакли также посвящены «Wave Goodbye» Криса Корнелла, «Memphis Skyline» Руфуса Уэйнрайта, «A Body Goes Down» Дункана Шейка (с Мэттом Джонсоном на ударных), «Neath the Beeches» группы The Frames, «Bandstand in the Sky» Пита Йорна, «Song for a Dead Singer» Зиты Свон, «Except For The Ghosts» Лизы Германо, «Just Like Anyone» Эйми Манн, «Trying Not To Think About It» Джулианы Хэтфилд, «LaGuardia» Марка Козелека.
Образ Джеффа Бакли был воплощён Пенном Бэджли в биографическом фильме «Привет от Тима Бакли» (2012).

## Дискография
Студийные альбомы
- 1994 — Grace
- 1998 — Sketches for My Sweetheart the Drunk

 Мини-альбомы 
- 1993 — Live at Sin-é EP
- 1995 — Eternal Life EP
- 1995 — Live from the Bataclan EP
- 2002 — The Grace EPs

Сборники
- 2002 — Songs to No One 1991—1992
- 2007 — So Real: Songs from Jeff Buckley
- 2010 — The Jeff Buckley Collection
- 2016 — You and I

Концертные альбомы
- 2000 — Mystery White Boy
- 2001 — Live À L’Olympia
- 2003 — Live at Sin-é (Legacy Edition)
- 2009 — Grace Around the World

 Концертные DVD 
- 2000 — Live in Chicago, 1995
- 2009 — Grace Around the World, 1994/1995

 Трибьют-альбомы 
- 2005 — Stars In My Belly: Tribute to Jeff Buckley
- 2006 — Dream Brother: The Songs of Tim and Jeff Buckley

## Оценки творчества
Творчество Джеффа Бакли было отмечено ведущими изданиями в среде музыкальной прессы. Исполненная Бакли композиция Леонарда Коэна «Hallelujah» вошла в список 500 лучших песен всех времён журнала Rolling Stone и заняла 15-е место в списке 100 величайших песен всех времён (англ. 100 Greatest Songs Of All Time) по версии журнала Q Magazine в 2006 году, а в 2014 году она была занесена в Национальный реестр звукозаписи Библиотеки Конгресса США.
Альбом Grace занял место в списке 500 величайших альбомов всех времён по версии журнала Rolling Stone и среди 20 лучших альбомов и синглов по версии журнала Q Magazine (англ. Top 20 Albums And Singles Of The Lifetime Of Q Magazine).
Том Йорк (Radiohead), Мэттью Беллами (Muse) и Крис Мартин (Coldplay) называли Бакли в числе наиболее авторитетных для них музыкантов. Высокое мнение о его работах высказывали Пол Маккартни, Боб Дилан, Роберт Плант, Джимми Пейдж, Лу Рид, Боно, Моррисси, Моби, Брэд Питт.
Сайт DigitalDreamDoor.com поместил Джеффа Бакли на 3-ю строчку в своём списке «100 величайших рок-вокалистов» (англ. 100 Greatest Male Rock Vocalists). По версии сайта, Бакли уступил лишь Фредди Меркьюри (1-е место) и Джеки Вилсону (2-е место), обойдя таких исполнителей, как Роберт Плант, Ян Гиллан и Элвис Пресли. Rolling Stone поместил его на 39 строчку рейтинга «100 лучших голосов в истории».